# 소드라지차

소드라지차의 위치

소드라지차(슬로베니아어: Sodražica, 독일어: Soderschitz 조데르시츠[*])는 슬로베니아의 도시로 면적은 49.5km2, 인구는 2,038명(2002년 기준), 인구 밀도는 41.2명/km2이다.